# Glândula sudorípara apócrina
As glândulas sudoríparas apócrinas são glândulas sudoríparas, assim como a glândula sudorípara écrina. Presentes nas axilas, zonas genitais, mamilos, e zonas da face masculina com barba. Ao nível da pele, situam-se na camada da derme, libertando o seu conteúdo no folículo capilar. O suór é mais viscoso quando comparado com a secreção das glândulas écrinas, uma vez que contém mais lipídios e proteínas. Entram em atividade na puberdade, e são estimuladas em momentos de stress e excitação sexual.